# Friedenshöhe
De Friedenshöhe is een park in de Duitse stad Görlitz, Saksen. Het ligt bij het Neisseviaduct in het noorden van de Weinberg. Het staat in verbinding met het park langs de Dr.-Kahlbaum-Allee en het Stadtpark.
Vanwege de strategische hoge ligging op de Obermühlberg werd bij het bruggenhoofd van het viaduct over de Neisse in 1855 een militair verdedigingswerk aangelegd. Dit bleek na enkele jaren al niet te voldoen en de Friedenshöhe werd een uitspanning voor de bevolking van Görlitz. De naam Friedenshöhe (vredesberg) herinnert aan het vredesverdrag waarmee de Frans-Duitse Oorlog in 1871 werd beëindigd.
Een bronzen standbeeld van Frederik Karel van Pruisen en enkele andere gedenktekenen van brons werden in 1942 omgesmolten voor wapenindustrie van het Derde Rijk. In de jaren vijftig zijn een aantal kunstwerken van de Rudolf Enderlein geplaatst.
Het park is verschillende malen heringericht. De laatste renovatie vond plaats in 2003.